# Geschiedenis van de auto (1919-1930)
Het vintage-tijdperk uit de automobielgeschiedenis begon na de Eerste Wereldoorlog in 1919 en duurde ongeveer tot het begin van de Grote Depressie in 1930. In deze periode werd de gestandaardiseerde auto met voorinliggende motor met gesloten koetswerk de norm. De ontwikkeling van de motor richtte zich vooral op de verbrandingsmotoren.

## Ontwikkeling

### Algemeen
In het begin van het Vintage-tijdperk waren auto's nog steeds een zeldzaamheid. Tegen 1930 waren ze reeds sterk ingeburgerd. De productie lag dan ook zeer hoog. Het duurde nog tot in de jaren vijftig voor men de autoproductie van het einde van de jaren dertig overtrof. De meeste geïndustrialiseerde landen begonnen in deze periode ook met de aanleg van een uitgebreid wegennet. Naast autosnelwegen ontstonden winkelcentra en motels. Ook de eerste drive-inrestaurants ontstonden in deze periode.
De auto's zelf werden veel praktischer en comfortabeler. De autoverwarming werd standaard en de autoradio werd geïntroduceerd. Eveneens verscheen antivries, een product waarmee watergekoelde motoren het hele jaar door bruikbaar bleven. Het remmen op alle vier de wielen vanaf één pedaal werd ingevoerd en de stuurbekrachtiging werd uitgevonden. Eind jaren twintig werd ook het systeem van het meten van het octaangetal in de brandstof ingevoerd. Het autokinderzitje werd in 1921 uitgevonden.

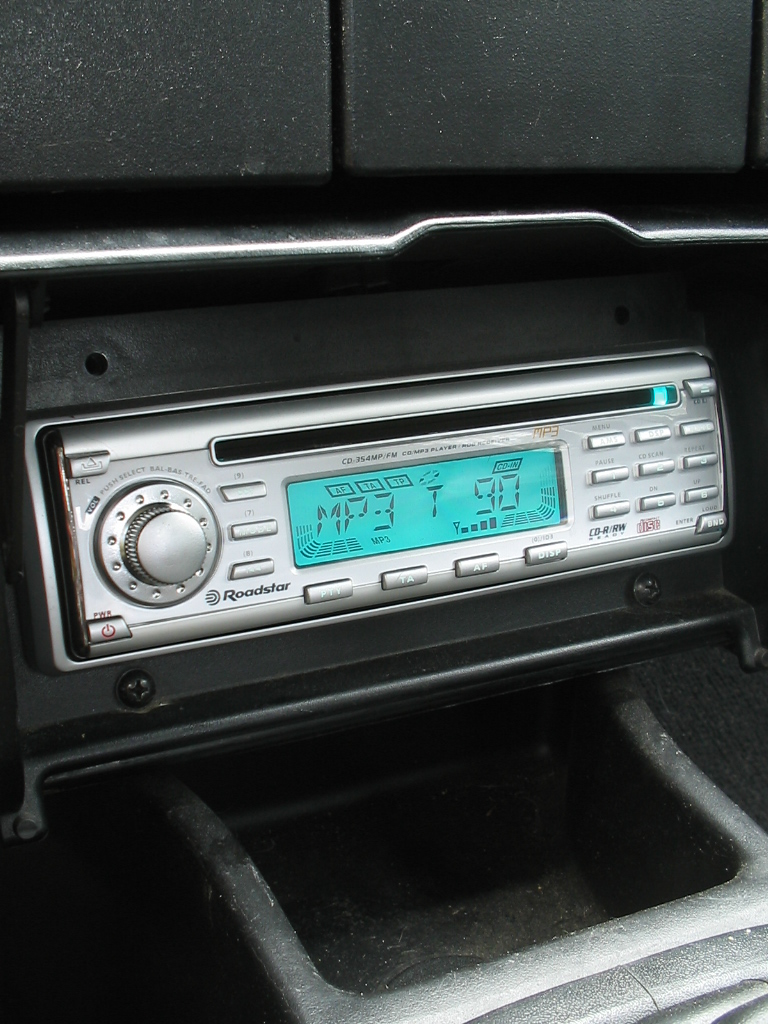
Autoradio.

### Autoradio
De autoradio is een van de vroegere toepassingen van elektronica in automobiel. Het toestel gaat terug tot de draadloze telegraaf van Guglielmo Marconi uit 1895. Na de Eerste Wereldoorlog werd de gewone radio een massaconsumptiegoed, zeker na de lancering van de eerste commerciële radiostations in 1920. Op dat moment werd de radio volwassen en begon de ontwikkeling van de mobiele radio. Autobouwer Cadillac was in 1922 de eerste die het toestel als optie aanbood op haar modellen. In de jaren 30 werd de autoradio gestandardiseerd.

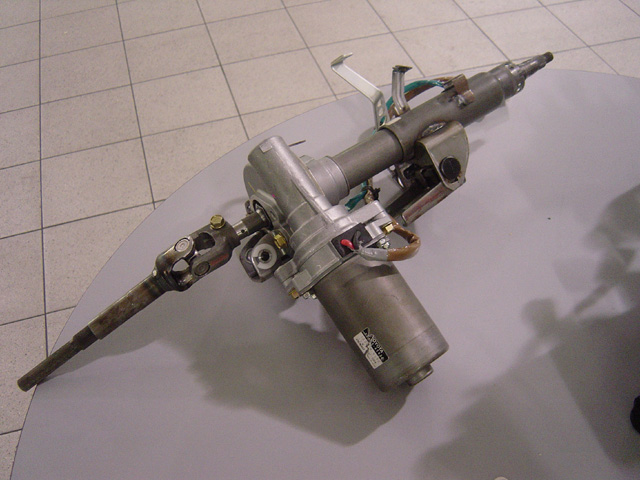
Moderne elektrische stuurbekrachtiging van de Toyota Prius.

### Stuurbekrachtiging
Stuurbekrachtiging is een systeem voor voertuigen dat ervoor zorgt dat de bestuurder minder kracht op het stuurwiel moet zetten om de wielen te draaien. Hiertoe gebruikt het systeem een extra krachtbron. Het hydraulische systeem werd in de jaren '20 uitgevonden door Francis W. Davis in Waltham, Massachusetts (Verenigde Staten). Hij werkte toen voor de vrachtwagenafdeling van Pierce-Arrow Motor Company. Aldus wist hij goed hoe zwaar het was om zware voertuigen te besturen. Pas in 1951 werd het systeem gecommercialiseerd. De meeste stuurbekrachtigingen werken met het hydraulisch systeem. Tegenwoordig werken moderne systemen volledig elektrisch.

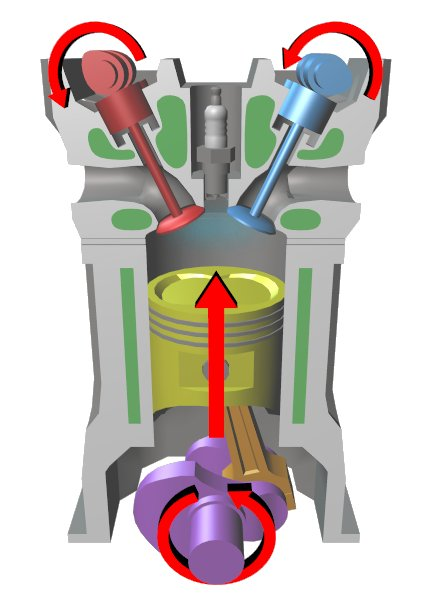
Compressiecyclus van een verbrandingsmotor.

### Octaangetal
Het octaangetal van een brandstof duidt de mate aan waarin die brandstof gevoelig is voor zelfontbranding, dus in hoeverre men de brandstof kan samendrukken zonder dat ze ontbrandt. Die eigenschap van een brandstof wordt ook de klopvastheid genoemd.
Voor benzinemotoren is zo'n ontbranding schadelijk en dus ongewenst omdat het onvoorspelbare tijdstip van ontbranding zorgt voor een onregelmatige loop en op den duur voor schade aan de motor. Voor dieselmotoren daarentegen is de ontbranding net gewenst voor de goede werking.
Hoe hoger het octaangetal, hoe hoger de resistentie voor zelfontbranding. Dit getal wordt bekomen door de klopvastheid van de brandstof te vergelijken met die van het mengsel n-heptaan (klopvastheid 0) en iso-octaan(klopvastheid 100). Een brandstof met een hoog octaangetal laat een hoger motorvermogen toe wat van belang kan zijn.

### Versnellingsbak
Voorheen werden motoren gebouwd met lage overbrengingen. Daardoor hoefde men niet veel te schakelen maar was de snelheid die het voertuig kon bereiken ook laag. In het Vintage-tijdperk begon men de motoren met een grotere overbrenging en hogere toerentallen te bouwen. Daarbij werd ook de automatische versnellingsbak uitgevonden.

## Referenties

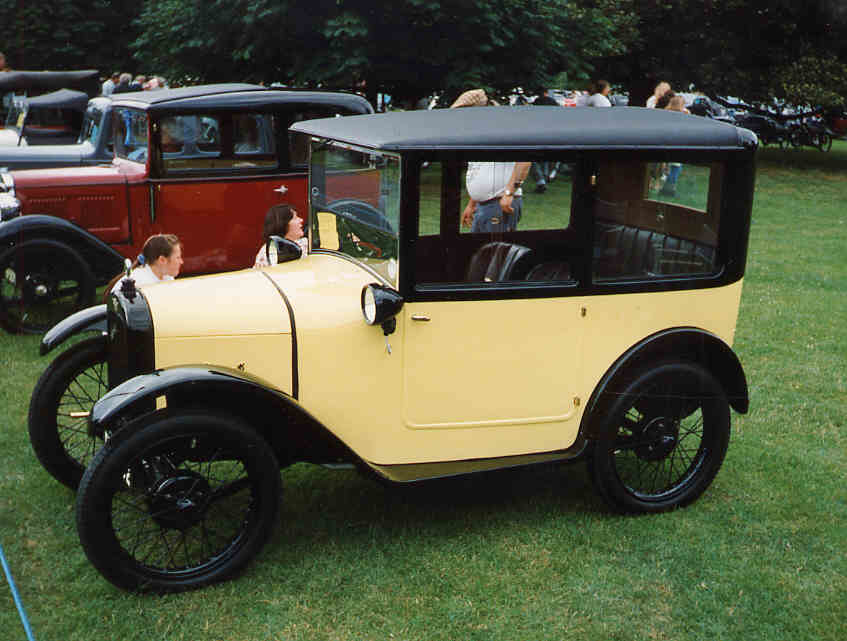
Een Austin 7 box saloon uit 1926.

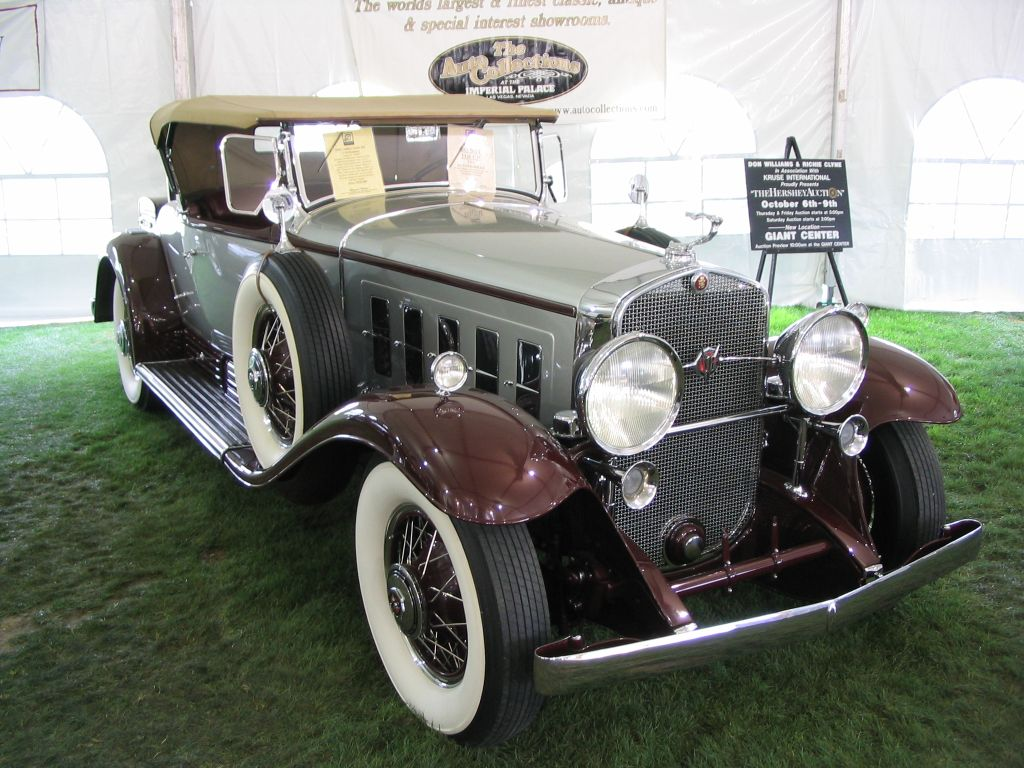
Een Cadillac V-16 uit 1930.

## Autoproductie

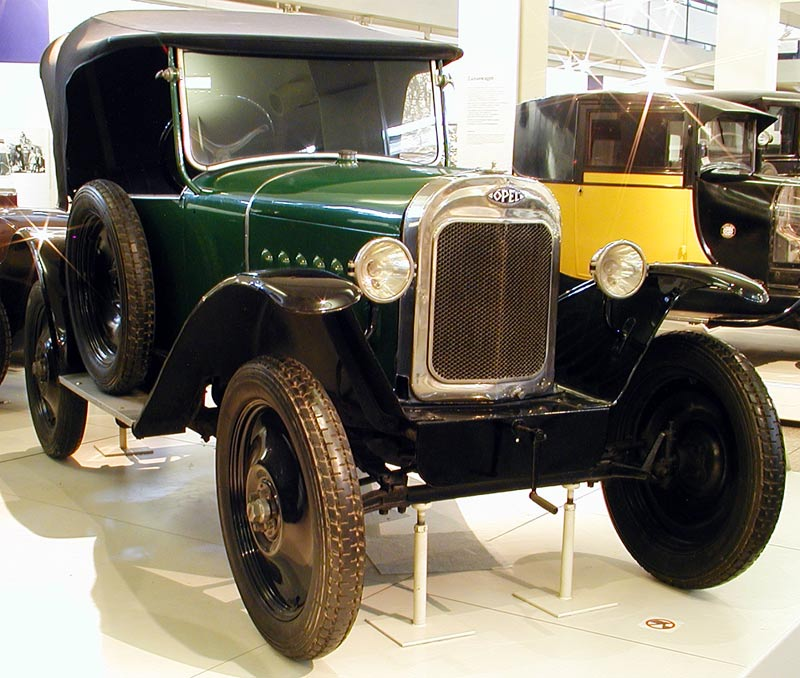
Een Opel Laubfrosch.

### Algemeen
Na het einde van de Eerste Wereldoorlog herstelde de Europese auto-industrie zich snel. De vraag naar auto's was groot. De meesten fixeerden zich op de middenklasse. Dat waren de auto's voor het grote publiek die in grote oplagen gefabriceerd werden. Voorbeelden van constructeurs in deze klasse zijn Austin, Opel en Renault. In de Verenigde Staten bevonden de Grote Drie, General Motors, Ford Motor Company en Chrysler zich tevens in dit segment. In het tijdperk werden vele merken overgenomen, gefuseerd of failliet verklaard. Mercedes en Benz fuseerden tot Mercedes-Benz, Opel werd onderdeel van General Motors en voorheen bekende constructeurs als De Dion-Bouton gingen failliet.
Voor de begoeden uit die tijd bouwden merken als Hispano-Suiza, Isotta Fraschini, Minerva en Rolls-Royce dure, krachtige en luxueuze auto's. In de V.S. vonden we hier merken als Cadillac, Lincoln, Packard en Pierce-Arrow terug.
In het Vintage-tijdperk steeg het aantal constructeurs ook sterk. Vele van hen bouwden slechts één model. Het maken van bepaalde componenten werd ook steeds meer uitbesteed aan gespecialiseerde toeleveranciers.

### Per jaar
Europa:
1919 · 1920 ·
1921 · 1922 ·
1923 · 1924 ·
1925 · 1926 ·
1927 · 1928 ·
1929 · 1930
Amerika:
1919 · 1920 ·
1921 · 1922 ·
1924 · 1925 ·
1926 · 1927 ·
1928 · 1929 ·
1930